# Château du Douhet
 (avril 2023).
Si vous disposez d'ouvrages ou d'articles de référence ou si vous connaissez des sites web de qualité traitant du thème abordé ici, merci de compléter l'article en donnant les références utiles à sa vérifiabilité et en les liant à la section « Notes et références ».
Le château du Douhet est en Charente-Maritime, dans la commune du Douhet.

## Historique
La seigneurie du Douhet remonte au XIVe siècle. Elle est léguée, échangée, vendue et arrive à la famille Vallée.
Nicolas de Vallée, calviniste, y installe un ministre du culte protestant.
Par le mariage de Claude de Vallée en 1618 la seigneurie du Douhet passe aux La Rochefoucauld. Comme date sûre, nous n'avons que 1670, date à laquelle la dame du Douhet fait réparer les toitures. Il passe ensuite à Guy-Louis de Pons, après un partage passé en 1703, entre lui et Charles-François de Poussard, marquis de Lignières, et Jacques-Auguste, chevalier de Pons. La date de construction du château actuel n'est pas connue, les archives ayant brûlé en 1793. Le château pourrait cependant avoir été construit plus récemment, entre 1715 et 1730, si l'on considère les arcs segmentaires des baies du dernier étage.
Le propriétaire, mort en 1745 sans enfants, laisse pour héritiers indirects, Marie-Judith Poussard de Lignières, veuve de François-Joseph, comte de Plas, et les neveux de cette dernière, Charles-François Boscal de Réals, enseigne de vaisseaux, et Louise Boscal de Réals, épouse de Louis-Ignace de Karrer, colonel d'un régiment suisse de son nom. Vers 1750, il est loué à Mgr Simon-Pierre de La Corée, évêque de Saintes.
En 1769, après la mort de l'évêque de Saintes, ils vendent le domaine au fermier général Clément de Laage, seigneur de Bry-sur-Marne, Bellefaye et autres lieux, agissant au nom de son frère, l'abbé Pierre-Léonard de Laage, prêtre, docteur en théologie de la faculté de Paris, chanoine de l'église cathédrale de Saintes, abbé commendataire de l'abbaye royale de Notre-Dame-de-Bellefontaine. L'abbé de Laage est le dernier seigneur du Douhet. Ayant refusé de prêter serment à la constitution civile du clergé, il émigre en Espagne. Le château est alors confisqué et vendu comme bien national, en 1794, au banquier Mathieu Faure, également acquéreur du château de Coulonge-sur-Charente.
Plus récemment, il est acheté en 1946 par l'industriel Jean-François Parfait Damilleville, ancien « As des as » pendant la Première Guerre mondiale (9 victoires). Il le sauva de la ruine qui le guettait. Après plus de 25 années de travaux, le château retrouva une certaine vie.
Racheté par un promoteur immobilier, le château, ainsi que ses dépendances, ont subi d'importants travaux intérieurs pour l'aménagement d'appartements privés. Le tout est organisé en copropriété depuis 2009.
Il a été inscrit monument historique le 26 septembre 1969. Un nouvel arrêté du 30 mai 2023 se substitue au précédent.

## Architecture

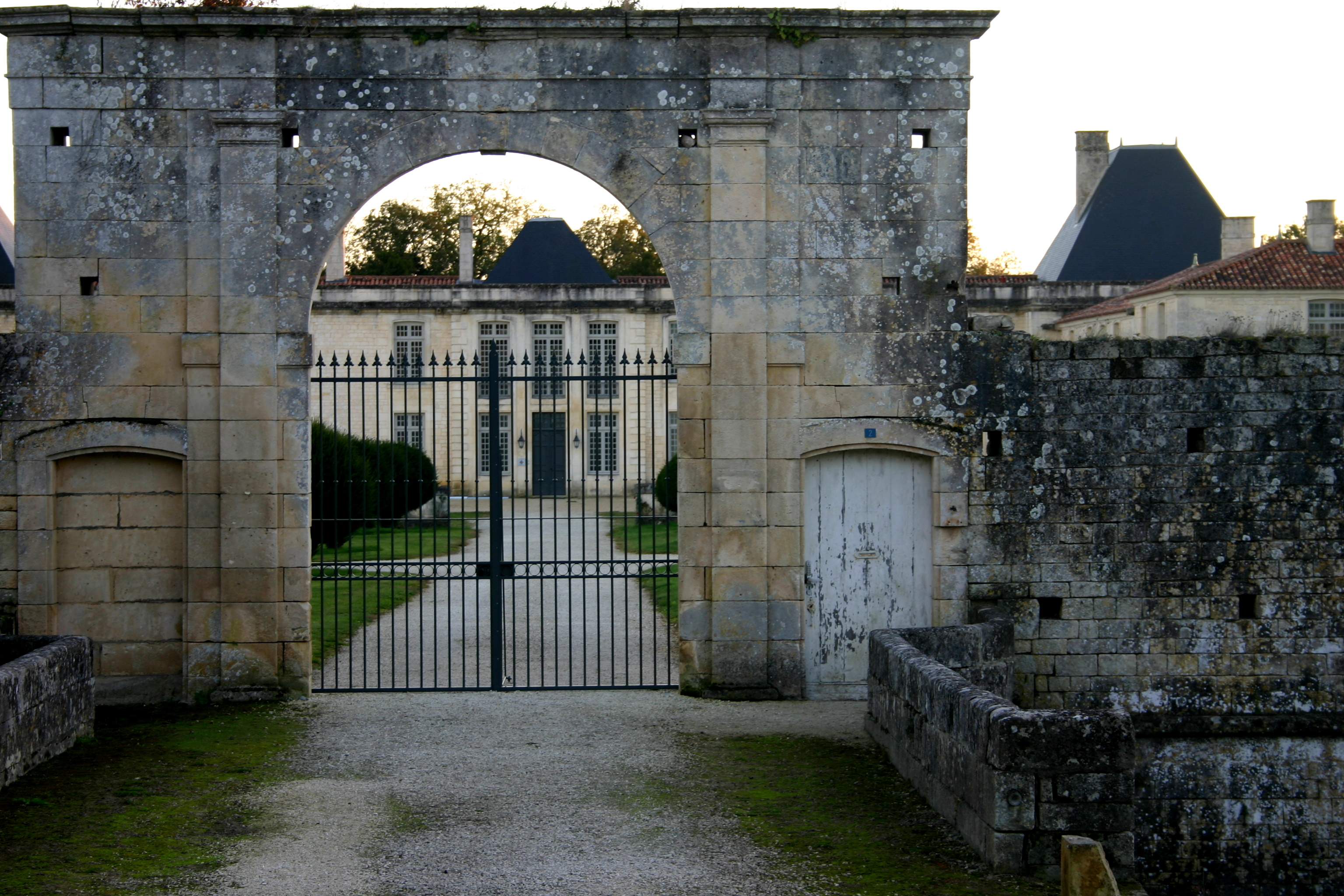
Château du Douhet, portail

L’avant-cour est précédée par un fossé, un haut mur de clôture et une porte cochère très simple qui permet l’accès au château.
L'entrée se fait par un porche dans le mur et donne sur une avant-cour bordée des deux côtés de dépendances à un étage couvertes de longs toits de tuiles.
L'allée centrale passe une balustrade pour arriver au logis en U autour de la cour. Ne subsiste que l'aile Ouest.
Sous la cour des caves voutées viennent d'un château antérieur. Dans une de celles-ci, une glacière y a été aménagée au 18e siècle. (Salle ogivale)
Le pavillon central couvert d'ardoise est prolongé par deux ailes à toiture basse limitées à leur extrémité par deux pavillons à haute toiture d'ardoises.
L'autre façade, côté jardin est marquée en son centre par un escalier à double révolution.
Coté jardin toujours, les portes du sous-sol sont surmontées de frontons. Le corps de logis principal gagne en monumentalité, par un haut soubassement taluté rendu nécessaire par la dénivellation du terrain, renfermant à l'origine une orangerie, et un équilibre plus juste des volumes mis en valeur par deux pièces d'eau vive.
L'apparition de baies à arcs segmentaires au dernier niveau montre que nous sommes dans une étape de transition et que ce château, daté traditionnellement des années 1680, pourrait-être plus récent, et avoir été entrepris à peu près à la même époque que le château de Taillebourg, soit entre 1715 et 1730 environ.
Le colombier, une fuie cylindrique du XVIe siècle, comporte 1903 boulins (les nichoirs) mais il a perdu son toit.

## Parc

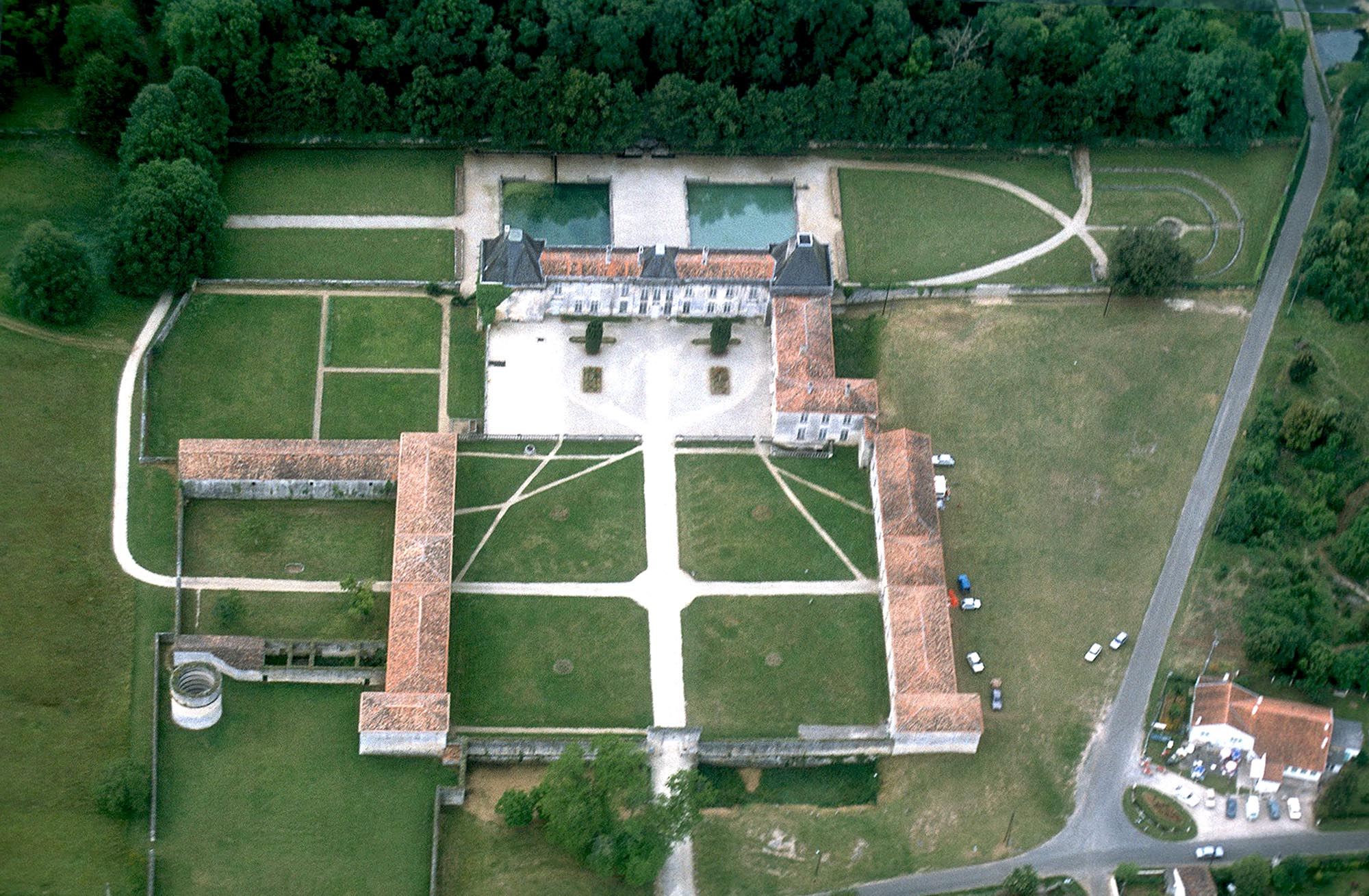

Côté jardin, un escalier de pierre, à double volée demi-circulaire, fait communiquer rez-de-chaussée et jardin.
Les jardins avec miroirs d'eau, alimentés par les vestiges d'un aqueduc romain, sont eux aussi monuments historiques par arrêté du 26 septembre 1969. Ils sont inscrits au pré-inventaire des jardins remarquables.
Le parc est traversé par les vestiges d'un aqueduc gallo-romain souterrain.